# Kitbuga Noyan
Kitbuga Noyan (in mongolo Хитбух, in arabo كتبغا نويان‎?, Kitbughā Nōyān) (... – ʿAyn Jālūt, 3 settembre 1260) è stato un militare mongolo.
Cristiano nestoriano, appartenente alla tribù dei mongoli Najman, una delle maggiori sottodivisioni al servizio dell'Impero mongolo, Kitbuga fu uno dei luogotenenti e consigliere dell'Ilkhan Hulagu e lo aiutò nel corso delle sue conquiste in Medio e Vicino Oriente. Quando Hulagu ritirò il grosso delle sue truppe, per tornare in patria in vista del Kuriltai che doveva eleggere il nuovo Gran Khan, affidò Kitbuga il controllo della non ancora del tutto conquistata Siria e fu quindi responsabile delle ulteriori azioni militari mongole verso Sud e nei confronti del Sultanato Mamelucco d'Egitto.
Fu ucciso nel corso della battaglia di Ayn Jalut del 1260, che decretò la vittoria egiziana.

## Biografia

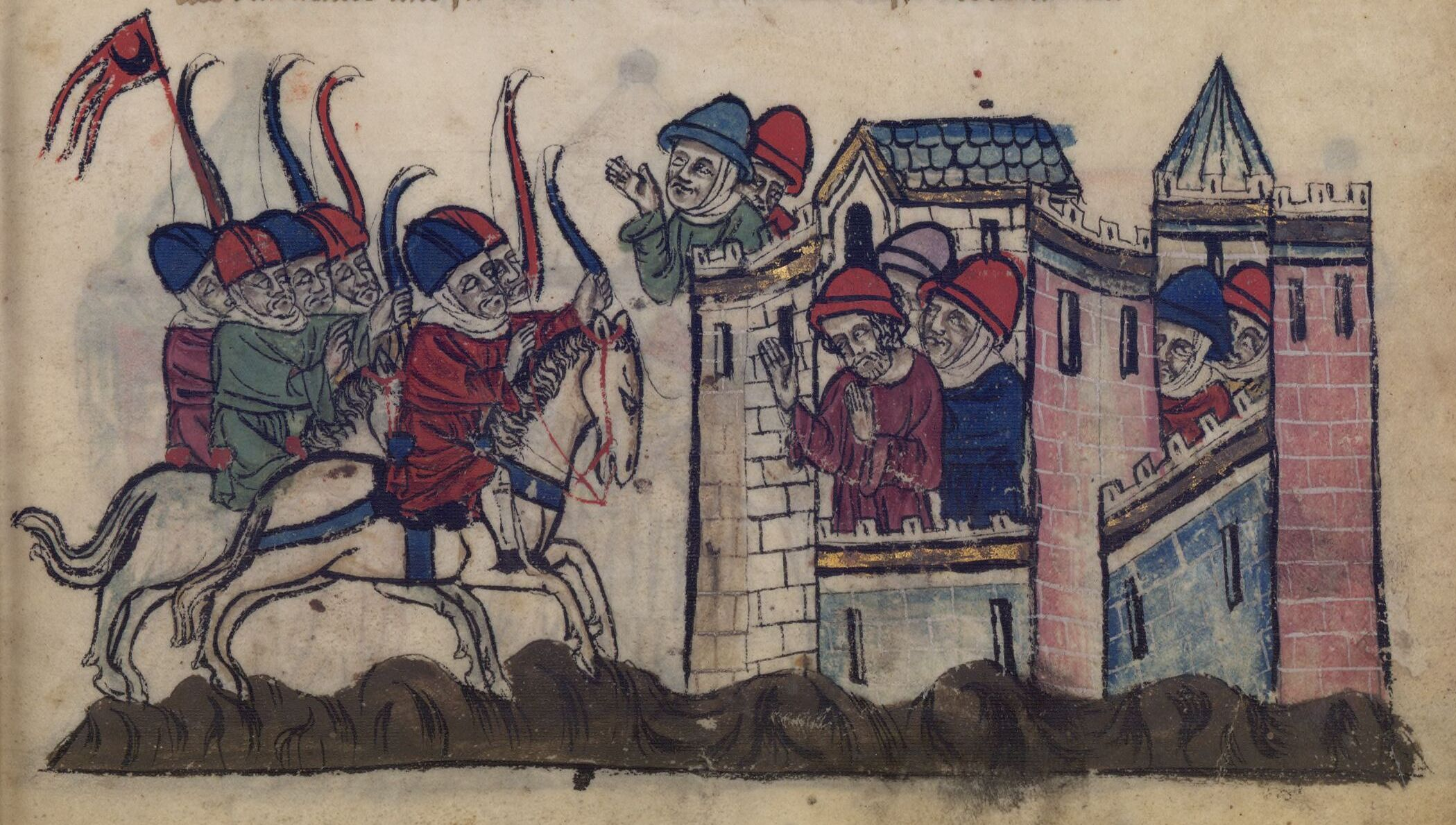
Assedio di Sidone: Kitbuga vs. Giuliano de Grenier nel 1260. Da Aitone da Corico, Fleur des histoires d'orient.

Nel 1252, Möngke Khan ordinò a Kitbuga di attaccare le fortezze dei Nizariti ismailiti. Avanzò quindi con Hulagu nella Persia occidentale, stringendo una serie di assedi e comandando un fianco dell'esercito che assediò con successo Baghdād nel 1258, mettendo per sempre fine al pluricentenario Califfato abbaside (750-1258), prima di assistere all'assedio vittorioso di Damasco del 1260. Resoconti storici, che riportano gli scritti dello storico medievale Templare di Tiro, avrebbero spesso descritto i tre signori cristiani (Hetum I di Armenia, Boemondo VI di Antiochia e Kitbuga) che entrano nella città di Damasco insieme, in trionfo, anche se gli storici contemporanei hanno qualificato come "apocrifa" questa storia.
Quando Hulagu Khan ritirò le sue forze per i nuovi eventi che si verificarono nell'Impero mongolo (la morte del fratello di Hulagu, il Gran Khan Möngke Khan), Kitbuga fu lasciato alla guida dei Mongoli che sarebbero rimasti in Vicino Oriente:
(Monaco Aitone da Corico, La flor des estoires de la terre d'Orient (1307).)

## Battaglia di ʿAyn Jālūt
Al comando di circa 10.000-12.000 Mongoli, Kitbuga tentò di proseguire nell'avanzata in direzione dell'Egitto. Tuttavia i Mamelucchi avevano negoziato una tregua coi Crociati, permettendo così alle forze mamelucche di avanzare verso settentrione attraverso il territorio di Outremer e di accamparsi per rifornirsi presso la roccaforte crociata di San Giovanni d'Acri. In tal modo i Mamelucchi erano in grado d'impegnare l'inferiore esercito mongolo in Galilea, nella strategica località di ʿAyn Jālūt (fonte di Golia).  Gli assai meno numerosi Mongoli subirono un'inevitabile disfatta e lo stesso Kitbuga fu decapitato sul campo di battaglia dal veterano mamelucco Jamāl al-Dīn Ākūsh al-Shamsī.
Gli storici mamelucchi parlano con rispetto di Kitbuga, descrivendolo come un grande guerriero che rifiutò di ritirarsi quando era chiaro che i Mongoli erano nettamente sottodimensionati numericamente ad ʿAyn Jālūt, preferendo la morte al ritiro e alla vergogna. Era logico attendersi che la morte di Kitbuga sarebbe stata vendicata da Hulagu, ma un conflitto intestino tra Hulagu e suo cugino Berke dei Mongoli dell'Orda d'Oro impedì che ciò accadesse. La morte di Kitbuga e la prima disfatta dei Mongoli ad ʿAyn Jālūt marcarono l'inizio della fine dell'espansione verso occidente dell'Impero mongolo, malgrado essi proseguissero nella loro avanzata in Siria, Giappone, India, Ungheria, Polonia e Sudest asiatico per numerosi decenni ancora.